# Бушкови
Бушкови (пол. Buszkowy, нім. Ober Buschkau) — село в Польщі, у гміні Кольбуди Ґданського повіту Поморського воєводства.
Населення — 579 осіб (2011).

## Демографія
Демографічна структура станом на 31 березня 2011 року:
|          | Загалом | Допрацездатний вік | Працездатний вік | Постпрацездатний вік |
| -------- | ------- | ------------------ | ---------------- | -------------------- |
| Чоловіки | 278     | 76                 | 190              | 12                   |
| Жінки    | 301     | 81                 | 198              | 22                   |
| Разом    | 579     | 157                | 388              | 34                   |